# XDoclet
XDoclet – otwarta biblioteka pozwalająca na programowanie zorientowane na atrybuty w języku Java poprzez wstawianie specjalnych znaczników Javadoc.
Jest dostarczana ze zbiorem predefiniowanych znaczników ułatwiających kodowanie z wykorzystaniem różnych technologii, między innymi: Java Enterprise Edition, usługa sieciowa, portlet itp.

## Przykład
Typowy komentarz XDoclet może wyglądać w następujący sposób:
```
/**
 * This is the Account entity bean. It is an example of how to use the
 * EJBDoclet tags.
 *
 * @see Customer
 *
 * @ejb.bean
 *     name="bank/Account"
 *     type="CMP"
 *     jndi-name="ejb/bank/Account"
 *     local-jndi-name="ejb/bank/LocalAccount"
 *     primkey-field="id"
 *     schema = "Customers"
 *
 * @ejb.finder
 *     signature="java.util.Collection findAll()"
 *     unchecked="true"
 *
 * @ejb.finder signature="java.util.Collection findByName(java.lang.String name)" 
 *             unchecked="true"
 *             query= "SELECT OBJECT(o) FROM Customers AS o WHERE o.name
 *             LIKE ?1"
 *
 * @ejb.transaction
 *     type="Required"
 *
 * @ejb.interface
 *     remote-class="test.interfaces.Account"
 *
 * @ejb.value-object
 *     match="*"
 *
 * @version 1.5
 */
```